# Coccinia ogadensis
Coccinia ogadensis är en gurkväxtart som beskrevs av Mats Thulin. Coccinia ogadensis ingår i släktet Coccinia, och familjen gurkväxter. Inga underarter finns listade i Catalogue of Life.